# Mine de Hambach
Pour les articles homonymes, voir Hambach.
La mine de Hambach est une mine à ciel ouvert de lignite, située en Allemagne. Elle est connue pour être la première source de gaz à effet de serre d'Europe et pour la lutte menée par ses opposants pour préserver la forêt de Hambach, menacée de destruction par la mine.
Située entre Niederzier et Elsdorf, en Rhénanie du Nord-Westphalie, la mine fonctionne depuis 1978. Fin 2017 elle s'étendait sur 43,8 km2 et devrait, à terme, atteindre 85 km2. C'est la mine à ciel ouvert la plus profonde par rapport au niveau de la mer : le fond de la fosse se situe à 293 mètres en dessous du niveau de la mer. La progression de la mine a absorbé une grande partie de la forêt de Hambach dont plusieurs villages qui avaient été érigés sur le gisement de lignite. De nouveaux villages ont été érigés à proximité pour y reloger les habitants.
Elle est exploitée par RWE Power, une filiale de RWE. Le site internet de RWE précise qu'environ 1300 salariés travaillent pour cette mine, et qu'on y trouve les plus grandes excavatrices au monde : celles-ci mesurent 220 mètres de long pour 96 mètres de hauteur. Chacune d'entre elles est capable d'extraire 240 000 tonnes de terre ou de lignite chaque jour. La mine de Hambach extrait ainsi environ 40 millions de tonnes de lignite chaque année. Cela en fait la première source de gaz à effet de serre d'Europe, ce qui pour ses opposants en fait donc un lieu concret pour lutter contre le réchauffement climatique.
En septembre 2018, la justice allemande a donné raison à RWE qui veut étendre la plus grande mine d'Europe à ciel ouvert d'extraction de lignite en bordure de la forêt. Propriétaire de Hambach depuis une quarantaine d'années, la société en a déjà consommé plus de 90 %. Elle assure devoir défricher dès le mois d'octobre 100 hectares supplémentaires sur les 200 restants afin de sécuriser la production d'électricité pour la région. L'extraction de lignite par le groupe dans la région assure 15 % de la production d'électricité en Rhénanie-du-Nord-Westphalie. Plusieurs centaines de policiers sont mobilisées par le Land pour évacuer des militants écologistes installés dans une soixantaine de cabanes dans la cime d'arbres de cette forêt millénaire. Le Handelsblatt titre : « RWE se bat pour le charbon au prix d'une image désastreuse », alors qu'une commission ad hoc est chargée par la chancelière Angela Merkel de préciser d'ici à la fin de 2018 les modalités, le financement et le calendrier de la fin de l'exploitation du charbon par l'Allemagne.

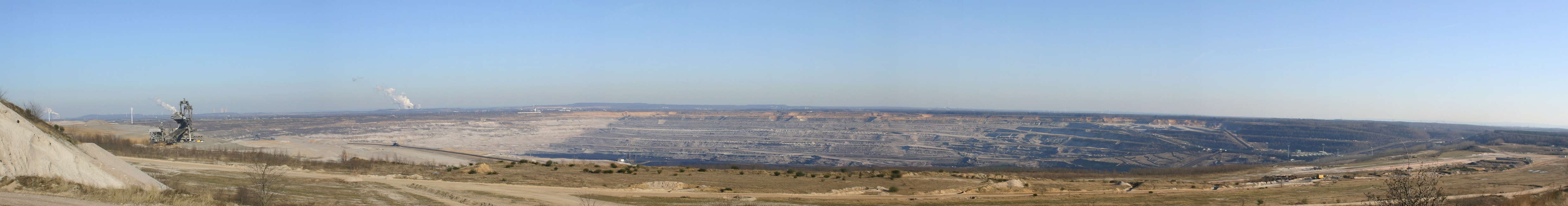
Vue panoramique de la mine de Hambach depuis le Sophienhöhe